# Acanthocreagris agazzii
Acanthocreagris agazzii är en spindeldjursart som först beskrevs av Beier 1966.  Acanthocreagris agazzii ingår i släktet Acanthocreagris och familjen helplåtklokrypare. Inga underarter finns listade i Catalogue of Life.